# Sexuellt slaveri

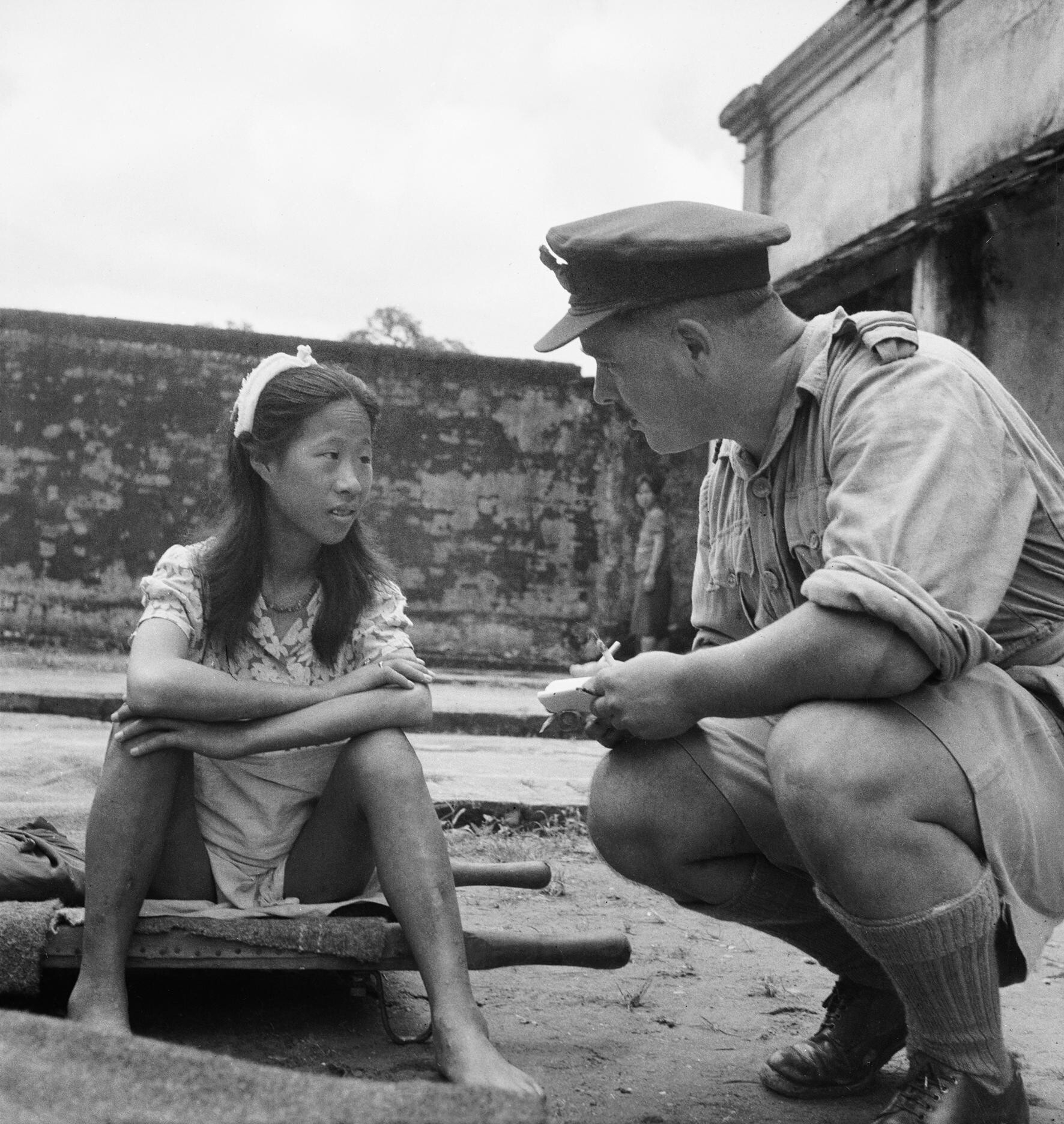
Kinesisk flicka från en av den japanska arméns 'comfort battalions'

Sexuellt slaveri och sexuell exploatering syftar på en påstådd äganderätt över en person, med syftet att tvinga dem att delta i sexuella aktiviteter mot deras vilja. Detta innefattar sexuellt tvångsarbete (tvångsprostitution), äktenskap som placerar en person i en underställd position (inklusive tvångsäktenskap) och människohandel för sexuellt ändamål.
Sexuellt slaveri kan också omfatta religiösa och rituella sexuella praktiker, såsom tempelprostitution. Denna typ av religiös sexhandel förekom länge i Indien och Nepal. 

## Historik

### Slavkonkubiner
Historiskt har konkubinat fungerat som sexuellt slaveri i vissa kulturer. 
Ett exempel är konkubinat inom islam, där kvinnor ofta tillbringat hela sitt liv som slavar i ett harem för sexuellt ändamål. 
Den islamiska rätten tillät en man att ha fyra hustrur, men det fanns ingen begränsning för hur många slavkonkubiner han fick ha. Profeten Muhammed hade själv flera slavkonkubiner. Abu ‘Ubaydah sade om Muhammed:
"Han hade fyra [konkubiner]: Mariyah, som var mor till hans son Ibraaheem; Rayhaanah; ytterligare en vacker slavkvinna som han anskaffade som krigsfånge; och en slavkvinna som gavs till honom av Zaynab bint Jahsh."
Trots att sex utanför äktenskapet räknas som en synd (zina) inom islam, räknades inte sex mellan en man och hans konkubin som zina, trots att partnerna inte var gifta med varandra. 
Kvinnliga offer för Saqalibaslavhandeln, slavhandeln på Svarta havet och slavhandeln på Röda havet hör till de kvinnor som föll offer för denna sexhandel. Sexhandeln till harem i den muslimska världen förekom till in på 1900-talet. 

### Illegal trafficking
Under 1800-talet och 1900-talet uppmärksammades vad som då kallades vit slavhandel med kvinnor som under falska förespeglingar om anställning eller emigration utsattes för sexhandeln till bordeller i utlandet.
Under Krimkriget på 1850-talet samlades många hallickar och prostituerade i Konstantinopel för att leva på de brittiska och franska trupperna där, och efter krigsslutet begav sig många av dessa till Egypten: Port Said, som grundades 1859 för att fungera som hamn för Suezkanalen (invigd 1869), kom i egenskap av internationell storhamn mellan Europa och Fjärran Östern, full av militärer och sjömän, att bli ett centrum för den internationella sexhandeln. Bordellägarna var oftast europeiska kvinnor som själva var före detta prostituerade och skötte sin verksamhet med hjälp av en manlig dragoman eller medhjälpare som mötte nya kvinnor från båten, upprätthöll ordningen och fungerade som servitör och vakt. Fram till 1937 rådde de så kallade Capitulatory-privilegierna i Egypten, vilket placerade utländska medborgare under beskydd av sina konsulat, och deras hem och affärsverksamheter undantogs från lokal beskattning och lagar med rätten att vägra samarbeta med lokal polis, något som utnyttjades av utländska bordellägare i Egypten. 

### Andra världskriget
Under andra världskriget förekom sexuell exploatering och tvångsprostitution i både Nazityskland och Japan. 
Nazityskland utövade sexuellt slaveri genom lägerbordeller i tyska koncentrationsläger och tyska militärbordeller under andra världskriget. Lägerbordeller för fångar inrättades i tio tyska koncentrationsläger mellan 1942 och 1945. Bordellerna inrättades efter ett förslag från lägersystemets högste chef Reichsführer-SS Heinrich Himmler. Syftet var att sporra lägerfångarna till att arbeta hårdare. De kvinnliga lägerfångar som tvingades till sexarbete i bordellerna kom framför allt från kvinnolägret Ravensbrück. Tillsammans med de tyska militärbordellerna under andra världskriget har det uppskattats att minst 34 100 kvinnliga fångar tvingades att arbeta som prostituerade under Tredje riket.
Tyska militärbordeller under andra världskriget inrättades av Nazityskland i större delen av det ockuperade Europa avsedda för soldater ur Wehrmacht och SS. Omkring 500 militärbordeller var i funktion i det tyskockuperade Europa fram till år 1942.
Den japanska armén blev ökänd för sitt system med tvångsprostitution av så kallade tröstekvinnor. Mellan 100 000 och 200 000 kvinnor beräknas ha tvingats bli tröstekvinnor, varav 80 procent var etniska koreaner hämtade från Generalguvernementet Korea.

## Nutida situation
Wiendeklarationen 1993 uppmanade till internationella ansträngningar för att medvetandegöra och bekämpa sexuellt slaveri. I deklarationen påpekades att detta var ett brott mot de mänskliga rättigheterna.

## Galleri

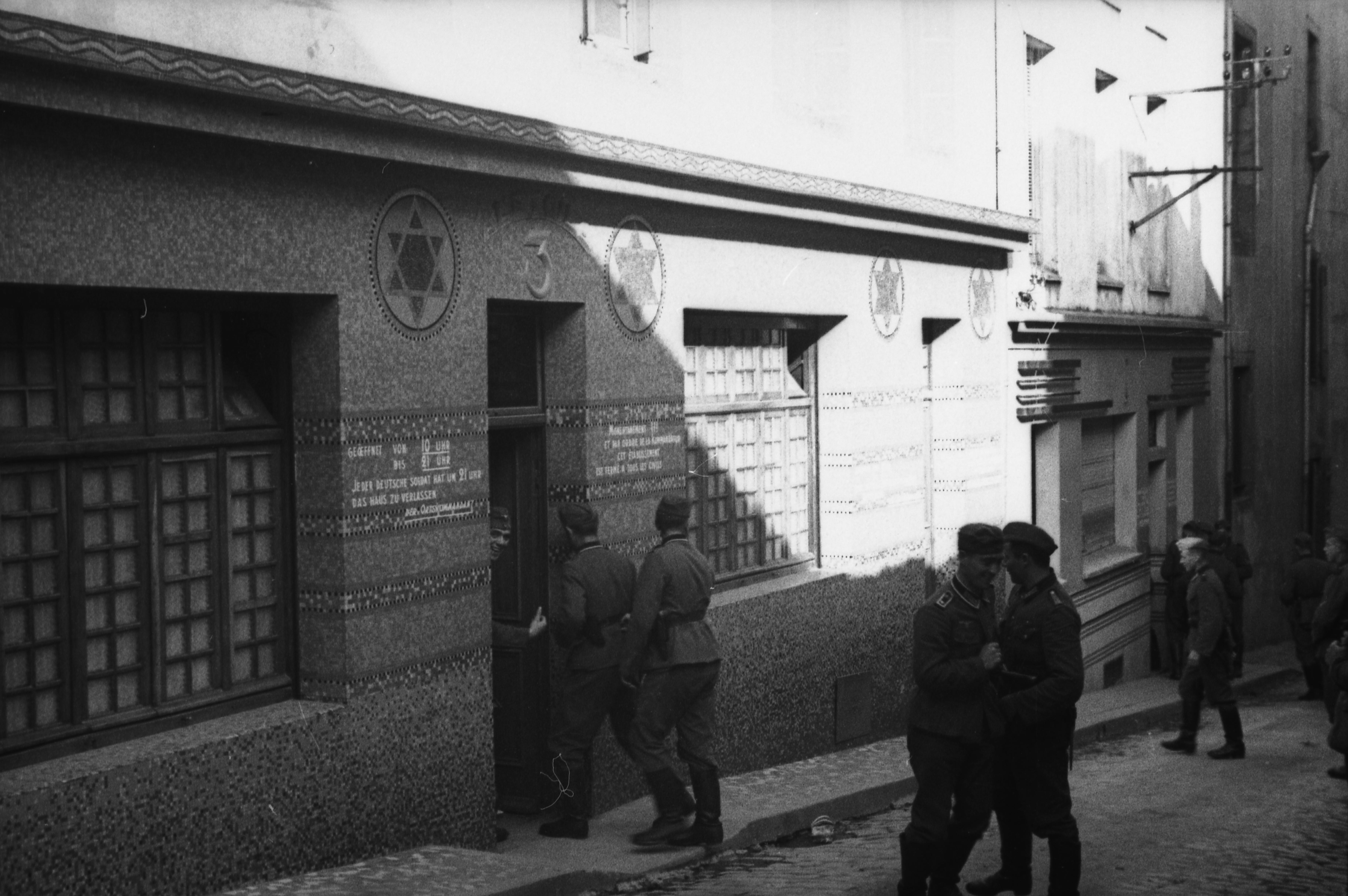
Tyska soldater besöker en militärbordell i Brest i det ockuperade Frankrike, 1940. Bordellen är inrymd i en före detta synagoga.